# سجاد حيدر يلدرم
سيد سجاد حيدر يلدرم أو سيد سجاد حيدر (بالأردوية: سید سجاد حیدر یلدرم)‏ (1880 - 1943) كان كاتب قصة أردو قصيرة، وكاتب سفر ومترجم ولغوي وكاتب مقالات وفكاهي  من الهند البريطانية.

## الحياة
ولد في قرية ناثور في منطقة بيجنور في ولاية أتر برديش، الهند. تخرج من جامعة عليكرة الإسلامية عام 1901. خدم في الخدمات الحكومية لمدة 3 سنوات في بغداد حيث تعلم اللغة التركية. كما عمل في جامعة عليكرة. سافر إلى العديد من البلدان الإسلامية.